# سبارتا (كارولاينا الشمالية)
سبارتا (بالإنجليزية: Sparta)‏ هي مدينة أمريكية ومركز مقاطعة أليغاني في ولاية كارولاينا الشمالية في الولايات المتحدة الأمريكية.

## التركيبة السكانية
حدّد مكتب تعداد الولايات المتحدة بيانات التركيبة السكانية لسبارتا في تعداد الولايات المتحدة. في ما يلي، التركيبة السكانية حسب تعدادي 2000 و2010.

### تعداد عام 2000
بلغ عدد سكان سبارتا 1,817 نسمة بحسب تعداد عام 2000، وبلغ عدد الأسر 825 أسرة وعدد العائلات 441 عائلة مقيمة في البلدة. في حين سجلت الكثافة السكانية 297.4 نسمة لكل كيلومتر مربع (770.3/ميل2). وبلغ عدد الوحدات السكنية 922 وحدة بمتوسط كثافة قدره 150.9 لكل كيلومتر مربع (390.8/ميل2).
وتوزع التركيب العرقي للبلدة بنسبة 94.06% من البيض و1.98% من الأمريكيين الأفارقة و0.17% من الأمريكيين الأصليين و0.55% من الأمريكيين ذوي الأصول الآسيوية و0.06% من سكان جزر المحيط الهادئ و2.20% من الأعراق الأخرى و0.99% من عرقين مختلطين أو أكثر و7.71% من الهسبانيون أو اللاتينيون من أي عرق.
بلغ عدد الأسر 825 أسرة كانت نسبة 24% منها لديها أطفال تحت سن الثامنة عشر تعيش معهم، وبلغت نسبة الأزواج القاطنين مع بعضهم البعض 39% من أصل المجموع الكلي للأسر، ونسبة 12% من الأسر كان لديها معيلات من الإناث دون وجود شريك، بينما كانت نسبة 2.4% من الأسر لديها معيلون من الذكور دون وجود شريكة وكانت نسبة 46.5% من غير العائلات. تألفت نسبة 41.9% من أصل جميع الأسر من عدة أفراد يعيشون في نفس المنزل ونسبة 22.5% كانت تتألف من شخص يعيش بمفرده يبلغ من العمر 65 عاماً أو أكثر. وبلغ متوسط حجم الأسرة المعيشية 2.01، أما متوسط حجم العائلات فبلغ 2.71.
بلغ العمر الوسطي للسكان 44.4 عاماً. وكانت نسبة 18.1% من القاطنين تحت سن الثامنة عشر، وكانت نسبة 7.9% بين الثامنة عشر والرابعة والعشرين عاماً، ونسبة 22.8% كانت واقعةً في الفئة العمرية ما بين الخامسة والعشرين والرابعة والأربعين عاماً، ونسبة 23.1% كانت ما بين الخامسة والأربعين والرابعة والستين، ونسبة 19.3% كانت ضمن فئة الخامسة والستين عاماً فما فوق. يوجد لكل 100 أنثى 83.4 ذكر، ويوجد لكل 100 أنثى في الثامنة عشر من عمرها فما فوق 77.8 ذكر.
بلغ متوسط دخل الأسرة في البلدة 22,474 دولارًا، أما متوسط دخل العائلة فبلغ 37,596 دولارًا. وكان متوسط دخل الذكور 23,304 دولارًا مقابل 18,281 دولارًا للإناث. وسجل دخل الفرد الخاص بالبلدة 14,237 دولارًا. وكانت نسبة 10.6% من العائلات ونسبة 18.3% من السكان تحت خط الفقر، وكان من هؤلاء نسبة 16.8% تحت سن الثامنة عشر ونسبة 33% في الخامسة والستين من العمر وما فوق.

### تعداد عام 2010
بلغ عدد سكان سبارتا 1,770 نسمة بحسب تعداد عام 2010، وبلغ عدد الأسر 783 أسرة وعدد العائلات 428 عائلة مقيمة في البلدة. في حين سجلت الكثافة السكانية 289.7 نسمة لكل كيلومتر مربع (750.3/ميل2). وبلغ عدد الوحدات السكنية 966 وحدة بمتوسط كثافة قدره 158.1 لكل كيلومتر مربع (409.5/ميل2).
وتوزع التركيب العرقي للبلدة بنسبة 85.54% من البيض و2.71% من الأمريكيين الأفارقة و0.96% من الأمريكيين الأصليين و0.96% من الأمريكيين ذوي الأصول الآسيوية و0.17% من سكان جزر المحيط الهادئ و8.19% من الأعراق الأخرى و1.47% من عرقين مختلطين أو أكثر و14.69% من الهسبانيون أو اللاتينيون من أي عرق.
بلغ عدد الأسر 783 أسرة كانت نسبة 26.4% منها لديها أطفال تحت سن الثامنة عشر تعيش معهم، وبلغت نسبة الأزواج القاطنين مع بعضهم البعض 33.8% من أصل المجموع الكلي للأسر، ونسبة 16.6% من الأسر كان لديها معيلات من الإناث دون وجود شريك، بينما كانت نسبة 4.2% من الأسر لديها معيلون من الذكور دون وجود شريكة وكانت نسبة 45.3% من غير العائلات. تألفت نسبة 40.6% من أصل جميع الأسر من عدة أفراد يعيشون في نفس المنزل ونسبة 22% كانت تتألف من شخص يعيش بمفرده يبلغ من العمر 65 عاماً أو أكثر. وبلغ متوسط حجم الأسرة المعيشية 2.13، أما متوسط حجم العائلات فبلغ 2.81.
بلغ العمر الوسطي للسكان 43.3 عاماً. وكانت نسبة 21.2% من القاطنين تحت سن الثامنة عشر، وكانت نسبة 8.1% بين الثامنة عشر والرابعة والعشرين عاماً، ونسبة 22.3% كانت واقعةً في الفئة العمرية ما بين الخامسة والعشرين والرابعة والأربعين عاماً، ونسبة 24.7% كانت ما بين الخامسة والأربعين والرابعة والستين، ونسبة 23.8% كانت ضمن فئة الخامسة والستين عاماً فما فوق. وتوزع التركيب الجنسي للسكان بنسبة 46.3% ذكور و53.7% إناث.

## أعلام
- ديل ريفز